# Selma Jemaii
Selma Jemaii – es una deportista tunecina que compite en lucha libre. Ganó dos medallas en el Campeonato Africano de Lucha entre los años 2012 y 2014.

## Palmarés internacional
| Campeonato Africano | Campeonato Africano   | Campeonato Africano | Campeonato Africano |
| Año                 | Lugar                 | Medalla             | Categoría           |
| ------------------- | --------------------- | ------------------- | ------------------- |
| 2012                | Marrakech (Marruecos) | Medalla de oro      | 51 kg               |
| 2014                | Túnez (Túnez)         | Medalla de bronce   | 53 kg               |